# Mischonyx processigerus
Mischonyx processigerus is een hooiwagen uit de familie Gonyleptidae.